# Gerd Haffmans
Gerd Haffmans (* 28. Februar 1944 in Altenberge) ist ein deutscher Verlagslektor und Verleger.

## Leben
Gerd Haffmans – Sohn des Studienrats Heinrich Haffmans und der Studienrätin Hedi Haffmans – wuchs als Waise in Nienberge bei Münster und in Rodenkirchen am Rhein auf. Nach dem Abitur absolvierte er eine Lehre als Buchhändler in Köln und Heidelberg.
Von 1968 bis 2012 lebte Gerd Haffmans in Zürich, wo er zunächst als Werbe- und Vertriebsleiter beim Diogenes Verlag arbeitete. 1970 wurde er Lektor, 1972 Cheflektor und 1979 Direktor des Verlages Diogenes.
1982 gründete Gerd Haffmans gemeinsam mit Urs Jakob und Thomas Bodmer den Haffmans Verlag. Zu den Autoren zählten u. a. Eckhard Henscheid, Robert Gernhardt, Max Goldt und Gerhard Polt, F.K. Waechter und Volker Kriegel sowie Julian Barnes, David Lodge und David Sedaris. Zum festen Bestandteil des literarischen Programms gehörten außerdem Neueditionen von Klassikern wie Arthur Schopenhauer durch Ludger Lütkehaus und vor allem die Werkausgaben von Gustave Flaubert (in neun Bänden) und Oscar Wilde (in fünf Bänden). Hinzu kamen neue Übersetzungen von Arthur Conan Doyles Sherlock Holmes, von Ambrose Bierce, Joseph Conrad, Rudyard Kipling u. a. Besonders gerühmt wurde die Neuübersetzung des Tristram Shandy von Laurence Sterne durch Michael Walter in neun Bänden. Auch das Werk von Arno Schmidt fand bei Haffmans eine neue Heimat. Die von Schmidt gemeinsam mit Hans Wollschläger unternommene Neuübersetzung der Werke von E. A. Poe erschien ebenfalls in einer Neuedition.
Seit der Gründung wurden rund 700 Bücher verlegt, so auch die periodisch erscheinende Zeitschrift Der Rabe. Im November 2001 musste der Verlag den Konkurs beantragen. Gerd Haffmans gibt als Fortsetzung seines Verlages seit August 2002 bei Zweitausendeins die Reihe Haffmans Verlag heraus. Hier hat Haffmans – gemeinsam mit Heiko Arntz – im Jahr 2010 die erste deutschsprachige Gesamtausgabe der Tagebücher von Samuel Pepys herausgegeben. Vom April 2011 bis 2012 war er – gemeinsam mit Urs Jakob – im Berliner Verlag Haffmans & Tolkemitt tätig, dessen alleiniger Gesellschafter Till Tolkemitt ist. Seit 2012 arbeitet Gerd Haffmans für Zweitausendeins, wo im November 2013 sein bislang größtes Buchprojekt erschienen ist: die von ihm selbst erstmals vollständig auf Deutsch edierten Tagebücher von Edmond und Jules de Goncourt.
Gerd Haffmans lebt und arbeitet seit Dezember 2012 in Hamburg. Von ihm verwendete Pseudonyme sind Karin Bock, Fritz Eicken, Fritz Eycken, Fritz van Eycken, Frans Hals, Heinrich Hamburger, Tobias Inderbitzin, Anton Kröger, Gerda Lheureux, John G. Machaffy, Annemarie Mosch, Werner Schmöll und Adam Zausel.